# Grotta Magura
La Grotta Magura (in bulgaro Магура?) è situata nella parte nord-ovest della Bulgaria, a 180 km dalla capitale Sofia e a 17 km dalla città di Belogradčik; il villaggio più vicino, Rabiša, dista 1,5 km.

## Descrizione
È una delle grotte più grandi del paese, le gallerie esplorate hanno lunghezza totale di oltre 2 km e l'area totale viene stimata intorno ai 28 600 m². Conosciuta fin dai tempi dell'Impero romano, è stata aperta alle visite turistiche nel 1961. Sono presenti numerosi graffiti attribuiti al mesolitico, al neolitico, all'età del rame e all'età del bronzo.

## Etimologia
Il nome Magura deriva dal rumeno magura che significa semplicemente "collina".

## Localizzazione
La grotta è situata nella zona ovest dei Monti Balcani, all'interno della collina di Rabiša. L'entrata aperta alle visite turistiche si trova a sud-est sul pendio della collina, a 371 m s.l.m., è alta 2,8 m e larga 6 m. L'uscita invece è disposta a nord-ovest e si affaccia sul lago di Rabiša, il più grande lago interno di origine tettonica del paese.

## Formazione
L'inizio della formazione della grotta viene datato ad oltre 15 milioni di anni fa. La grotta è di origine carsica ed ha sviluppo prevalentemente orizzontale. La collina di Rabiša è formata prevalentemente da rocce calcaree. Processi tettonici hanno determinato la formazione di tre fessure, a partire da cui sono penetrate le acque. Nelle vicinanze della grotta sono presenti due fiumi, l'Arčar e il Vidbol, e si suppone che uno dei due o entrambi hanno contribuito alla formazione della grotta. Le acque sono penetrate dalla parte alta della collina di Rabiša e si sono fatte strada verso in basso, a causa della forza di gravità, fino ad incontrare uno strato impermeabile, poi hanno continuato in senso orizzontale, formando le gallerie della grotta.
Sono abbondantemente presenti prodotti sedimentari come ooliti, stalattiti e stalagmiti: alcuni hanno dimensioni notevoli, come lo stalagmite Il Pino Caduto (in bulgaro Падналият бор?), lunga oltre 11 m e avente un diametro alla base di 6 m.

## Ambiente interno
La temperatura all'interno è abbastanza costante ed è intorno ai 12 °C. L'umidità è alta e varia in base alle condizioni climatiche esterne, mantenendosi in media intorno ai 70%. La grotta è composta da una galleria principale e da tre gallerie secondarie disposte verso ovest e sud-ovest. Lungo la galleria principale ci sono sei sale di diverse dimensioni. Il tratto aperto alle visite è lungo 1 400 m.

### Gallerie e sale
Le sale di maggior interesse per rinvenimenti archeologici, vastità e bellezza delle forme delle rocce sono sette. Due sono invece le gallerie più ampie.

#### La Sala Trionfale
È la più grande della grotta: ha un'area di 5 720 m², è lunga 128 m, ha un'ampiezza massima di 58 m e un'altezza massima di 24 m. Nella parte meridionale si può osservare una grande formazione conica di origine sedimentaria, nella quale è stata scolpita una scalinata che porta in fondo alla sala. L'acustica della sala è particolarmente favorevole alla diffusione e amplificazione del suono, quindi al suo interno vengono tenuti dei concerti di musica classica. Lo studio sistematico di questa sala è stato svolto nel periodo 1971-1976 sotto il controllo dell'istituto archeologico dell'Accademia delle Scienze Bulgara.

#### Galleria dei Pipistrelli
È una delle tre gallerie secondarie: ha un'area di 2 800 m², ma è stata artificialmente separata con un muro dalla Sala Trionfale. L'ambiente sotterraneo è stato isolato per cercare di mantenere il più possibile stabile la temperatura interna. Attualmente al suo interno vengono conservate numerose bottiglie di vino, dato che la temperatura costante offre condizioni ottime per l'invecchiamento.

#### Sala La Frana
La Sala La Frana (in bulgaro Срутището?) fa parte dalla galleria principale. Ha un'area di 2 800 m², è lunga 85 m e ampia 68 m, mentre in altezza arriva fino a 27 m. Il suo nome è dovuto al fatto che il suo pavimento è ricoperto con blocchi e pezzi di roccia che si sono staccati dalle pareti e dal soffitto. La parte meridionale della sala è più bassa ed è famosa come Il campo di tiro (in bulgaro Стрелбището?): in questo posto, nel 1943, i partigiani del plotone chiamato Georgi Benkovski si esercitavano a sparare alla fiamma di una candela posta su uno stalagmite.

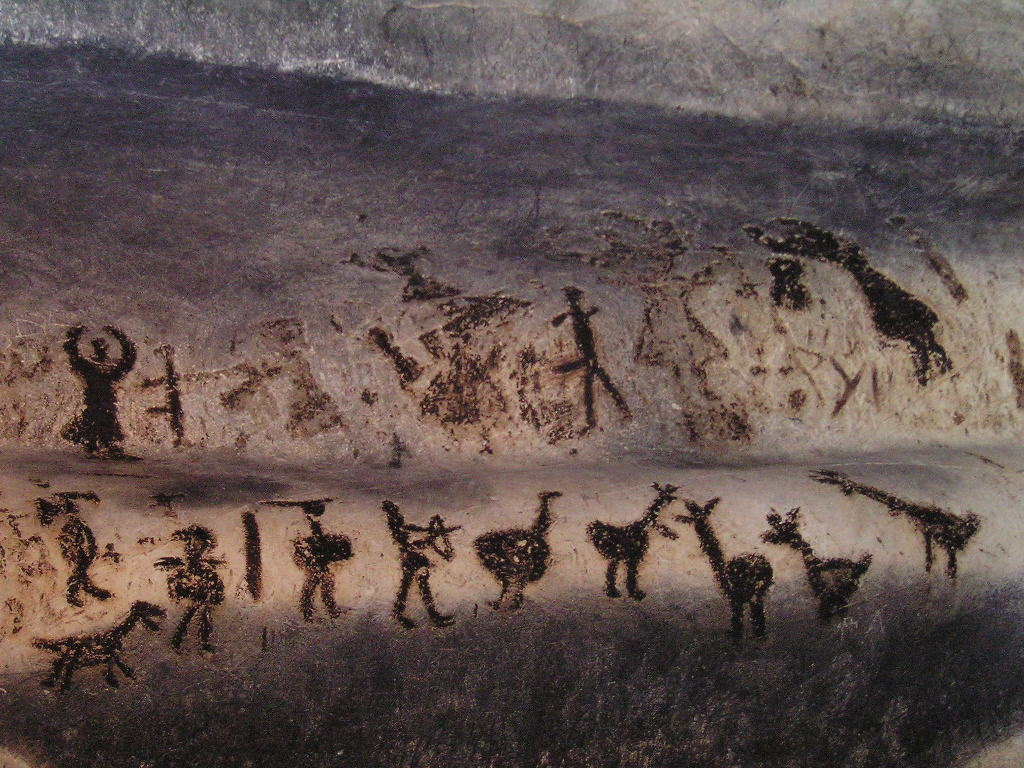
pitture rupestri nella grotta

#### Galleria dei Graffiti
La parte occidentale della Sala La Frana è collegata alla galleria secondaria, che termina con tre sale più piccole chiamate Sala del Sole, dei Vasi d'Argilla, Oscura.
In questa galleria si possono osservare numerosi graffiti: essi sono realizzati con guano di pipistrello.
Si possono notare diversi strati di pittura sovrapposti che appartengono a diversi periodi preistorici, ma ci sono ancora controversie sulla determinazione dello specifico periodo di appartenenza.
Alcune composizioni sono molto complesse. Raffigurano scene di culti religiosi, donne danzanti, uomini che vanno a caccia o danzano, uomini mascherati, una grande varietà di animali, soli e stelle. Nella Sala del Sole è presente la raffigurazione di un calendario annuale solare attribuito alla tarda età del rame, con aggiunte su uno strato successivo, risalente alla prima età del bronzo; attraverso questi graffiti sono state tramandate le informazioni sul calendario regionale e le festività.
I temi dei disegni fanno pensare che per un periodo molto lungo, dal neolitico all'età del ferro, questo luogo sia stato un santuario.

#### Sala degli Stalactoni
Anche questa sala ha dimensioni notevoli: si espande su 3 640 m², è lunga 92 m e ampia 52 m, mentre in altezza arriva fino a 16 m. Qui sono collocati il grande e il piccolo Stalactone, le conformazioni carsiche che danno il nome alla sala. 
Il grande è alto 20 m ed ha un diametro di 12 m. Nella sua parte orientale è stato tagliato da un enorme blocco di roccia rettangolare che si è staccato dalla parete.

#### Sala del Pino Caduto
La galleria principale prosegue con questa sala. Il suo nome deriva dallo stalagmite chiamato Il Pino Caduto. Nella parte più settentrionale della sala si trova il punto più basso della grotta, che è disposto a 50 m sotto l'entrata più grande.

#### Sala del Pioppo
Proseguendo nella galleria principale si trova questa sala, ampia 3 390 m², lunga 121 m e ampia 35 m, con un'altezza massima di 21 m. Anche questa sala è ricca di formazioni calcaree: prende il suo nome da un fine stalagmite alto 6,2 m, molto somigliante ad un pioppo.

#### Sala del Trono
Questa sala è piena di formazioni calcaree modellate in modo curioso. Tra le forme più particolari ci sono Il Trono, da cui prende il nome della sala, La Medusa e La Cascata Pietrificata.

#### Sala Solenne
Questa sala è chiamata anche Il Sanatorio, perché è stata usata sperimentalmente a supporto delle cure di malati di asma bronchiale. Tra il 1974 e il 1975 ha ospitato 30 letti e durante i periodi estivi vi hanno soggiornato dei malati.

## Storia degli studi archeologici
Gli studi archeologici, guidati inizialmente da Lazar Filkov (in bulgaro Лазар Филков?) e Barni Bončev (in bulgaro Бърни Бончев?), vennero avviati nel 1927 e continuarono fino al 1996. La prima descrizione della Magura è attribuita a Marinov (1887). Altri dati sulla grotta sono stati pubblicati da F. Birkner (1916) e Barni Bončev (1927). I primi scavi sono stati fatti da Vasil Mikov nel 1927.
Nel periodo compreso tra il I e il IV secolo, quando la grotta faceva parte dell'impero Romano, si suppone che fosse usata come alloggio per gli schiavi. In questo periodo forse venivano praticati anche dei sacrifici umani: questa teoria deriva dalla scoperta di uno scheletro femminile decapitato, avente ai polsi due bracciali d'oro a forma di serpenti che si mordono la coda.
Le prime tracce di attività umana trovate sono considerate vecchie di 12 000 anni. Negli strati studiati si possono distinguere i resti di diversi centri abitati. Oltre ai segni di attività umana, sono stati rinvenuti oltre 40 fossili di cranio di orso delle caverne.
Nella sala e nella parte di galleria adiacente, chiamata Il Filone (in bulgaro Подмолa?) sono state rinvenute tracce di abitazioni umane attribuite al primo periodo dell'età della pietra e dell'età del bronzo: in particolare sono stati trovati utensili da lavoro e bracciali fatti in pietra, osso, corno di cervo e selce. 
Sono state ritrovate anche fondamenta di abitazioni, dalle quali si può dedurre che gli alloggi venivano costruiti con pali di legno conficcati nel terreno ad una distanza di 25 cm l'uno dall'altro, intorno ai quali venivano intrecciate delle aste tenute insieme da argilla.
Sono stati scoperti anche dei forni di forma rettangolare, basi di focolai. Sono numerosi i resti di manufatti in ceramica fatti da argilla mescolata con sabbia.
Nel 1928 Rafail Popov (in bulgaro Рафаил Попов?) annuncia la presenza di oltre 700 graffiti. Lo studio dei graffiti è stato attivamente svolto tra il 1988 e 1993. Il primo studio speleologico dettagliato è stato svolto nel 1948: non sono stati ancora studiati tutti gli strati della grotta.